# Paweł Moskwik
Paweł Moskwik (ur. 8 czerwca 1992 w Oświęcimiu) – polski piłkarz grający na pozycji obrońcy w Zniczu Pruszków.